# 裴氏马先蒿
裴氏马先蒿（学名：Pedicularis petelotii）是列当科马先蒿属的植物。分布在越南以及中国大陆的云南等地，生长于海拔1,800米的地区，目前尚未由人工引种栽培。